# Мерілін Фергюсон
Мерілін Фергюсон (англ. Marilyn Ferguson; 5 квітня 1938, Гранд-Джанкшн, Колорадо — 19 жовтня 2008, Беннінг, Каліфорнія) — американська авторка, редакторка та публічний доповідач, найвідоміша своєю  книгою «Змова Водолея» (1980) та приналежністю до руху «New Age» в популярній культурі.
Засновниця, серед інших, Асоціації Гуманістичної Психології, Фергюсон з 1975 по 1996 рік видавала й редагувала популярний науковий вісник «Бюллетень Мозк/Розум». Зрештою вона здобула численні почесні дипломи, працювала в раді директорів Інституту Ноетичних Наук та товаришувала з такими різноманітними впливовими діячами як винахідник і теоретик Бакмінстер Фуллер, психолог, духовний гуру та письменник Рам Дасс, лауреат Нобелівської премії по хімії Ілля Пригожин та мільярдер Тед Тернер. Робота Фергюсон також вплинула на віце-президента Альберта Ґора, який брав участь в її неформальній мережі, будучи сенатором, а згодом зустрівся з нею в Білому Домі.

## Біографія
Мерілін Луїз Грассо народилася в Гранд-Джанкшн, Колорадо. Після закінчення середньої школи отримала ступінь співробітика мистецтв у Коледжі Меса (тепер університет Меса штату Колорадо), а згодом відвідувала Університет Колорадо. Під час першого шлюбу з Дон Рензельманом працювала юридичним секретарем та стала автором оповідань і поезій, опублікованих у таких національних журналах, як «Cosmopolitan». Пізніше почала писати позаштатні статті для видання Time та інших. Недовго проживши в Х'юстоні, Техас, переїхала до Каліфорнії зі своїм другим чоловіком Майком Фергюсоном у 1968-му. Того ж року вона видала свою першу книгу з питань домашньої економіки разом із чоловіком як співавтором.

## Бюлетень Мозк/Розум
Невдовзі Фергюсон виявила велику зацікавленість тим, що стане зватися рухом «людського потенціалу», що зростав на контркультурному підґрунті 60х, і особливо останніми дослідженнями потенціалу людського мозку з їх наслідками стосовно навчання, творчості та оздоровлення.
Це надихнуло її на написання книги «Мозгова революція: передній край досліджень розуму» (1973), успішного та широко схваленого популярного резюме цих відкриттів. Два роки потому Фергюсон запустила Бюлетень Мозк/Розум, видання, що слугувало форумом зацікавлених у передових наукових ідеях. На піку у 1980-х видання налічувало близько 10000 підписників, від науковців та інтелектуалів до вчителів і комерсантів. Фергюсон допомагала популяризувати ідеї таких людей, як Пригожин, неврологи Карл Прибрам і Кендес Перт, фізики Фрітьоф Капра та Девід Бом, психолог Жін Х'юстон та багатьох інших.

## Змова Водолія
У ранньому коментарі до бюлетеня Фергюсон описала свої перші проблиски того, що назвала «рухом, що не має імені» — просторою, захопленою мережею новаторів майже в кожній дисципліні, об'єднаною через їх відверте бажання створення реальних та тривалих змін у суспільстві та його установах. Спроба скласти та синтезувати шаблони змусила її розпочати другий вісник, «Leading Edge Bulletin», та знайшла свою кульмінацію у «Змові Водолія» (1980), культовій роботі, що принесла їй стійку глобальну відомість.
Назва книги призвела до певної плутанини, пов'язаної з астрологією лише тою мірою, що випливає з популярної концепції «Епохи Водолія», яка настала в темній епосі «Риб». Слово «змова» авторка використовувала в прямому сенсі «дихати разом», як це робив до того один із її найбільших впливів — філософ П'єр Тейяр де Шарден.
Незбагненно позитивна в своєму світогляді, книга отримала високу оцінку таких різноманітних постатей, як філософський письменник Артур Кестлер, який назвав її «приголомшливою та провокаційною», коментатор Макс Лернер, який визнав її «просякненою сонячними променями», та помічник Генерального секретаря ООН Роберт Мюллер, який назвав її «чудовою» та «епохальною». Психолог Карл Роджерс писав про неї як про «оголену в незабутній яскравості, заплутану павутину змін, що формують неминучу революцію в нашій культурі», і казав, що книга «надає піонерському духу сміливість йти вперед».
Філософ і релігієзнавець Джейкоб Нідлеман передбачав, що книга допоможе зробити мислення «New Age» «більш зрозумілим і менш лячним» для широкому загалу в Америці. Це підтвердилося успіхом, коли Змова Водолея піднялася до списку бестселерів, а її точка зору почала проникати в популярну культуру. Невдовзі книгу зараховували у «підручник з New Age» (USA Today) і віху філософії, «що все більше проникає в культурне, релігійне, соціальне, економічне та політичне життя нації» (New York Times) .
Хоча книга не була явно політичною, вона висловлювала раннє захоплення радикалцентристською точкою зору. В розділі «Права Сила» Фергюсон пише: «Радикальний центр … не нейтральний, не посеред дороги, а погляд на весь шлях. З цієї позиції ми бачимо, що різні школи думки будь-якого питання — політичного чи іншого — включають цінні внески разом з помилками та перебільшеннями».
Зрештою книга була перекладена приблизно на 16 мов, а Фергюсон стала затребуваним доповідачем у Північній Америці та по всьому світу, принагідно подорожуючи до Бразилії, Швеції та Індії, передавати своє обнадійливе послання. У 1985-му була відзначена як головний доповідач на спонсорованій ООН конференції «Дух Миру», де виступала разом з Матір'ю Терезою та Далай-ламою.

## Релігійна та інша критика
Така перевірка вартувала свою ціну. Фергюсон критикували за надмірний оптимізм в певних галузях. Деякі стверджували, що її «нові» ідеї були лише перепакуванням старих уявлень про позитивне мислення, а деякі бачили «New Age» (термін, який сама Фергюсон використовувала рідко) просто розширеним самопоглинанням, яке позначилось на більшій частині 1970-х. Найбільш наполегливо деякі релігійні групи стверджували, що «змова» була спробою підриву християнських поглядів. Цю думку, найбільш висвітлену автором Констанцією Кумбі в її книзі «Приховані небезпеки веселки» (1983), було перефразовано нещодавно, у 2007-му, коли один інтернет-есеїст написав, що християнська церква «вірно відгадала рух New Age», як викладено в книзі Фергюсон, бути демонічно натхненними в очікуванні безпосереднього відкриття… антихриста. Неправильно стверджувалося, що Фергюсон, яка зрощена і стверджена лютеранка, написала книгу за вказівкою Стенфордського Дослідницького Інституту з метою просякнути західну культуру східним містицизмом.

## Вплив та перевидання
Побічно підтримуючи як Фергюсон, так і її критиків, рух Нью-Ейдж, як прийнято розуміти, квітнув у 1980-і та 90-і, хоча й здебільшого через такі попкультурні прояви, як автобіографічні твори актриси Ширлі Маклейн та фестиваль «Гармонічна Конвергенція» 1987 року. Хоча період ознаменувався безперечною еволюцією в галузі політики, освіти та медицини, багато інших ідей та практик виявились прохідними. Незважаючи на це все Фергюсон залишалася оптимісткою, хоча й такою, що не ігнорує глибини хронічних проблем суспільства. Коментуючи заздалегідь президентські вибори 1988 року, вона зазначила, що «немає панацеї від наших соціальних немочей», — але залишається сила віри. «Наша „нерозумна ілюзія“, що ми можемо вплинути на зміну, сприяє зміцненню нашої здатності діяти — а отже, і спричиняти зміни» («Велика Депресія … Велика Шизофренія» / «Бюлетень Мозк/Розум», жовтень 1988 р.)
У 1987-му Змова Водолія була перевидана з новим вступом іншого її союзника, письменника-футуриста Джона Нейсбіта. Повільно розвиваючи подальшу роботу, Фергюсон повернула основну увагу на звітування наукових досліджень в «Бюлетень Мозк/Розум» Там вона продовжувала досліджувати зв'язки між тілом і розумом та новими теоретичними моделями в галузі нейронауки, фізики, психології, освіти та здоров'я до тих пір, поки вісник не припинив публікації в 1996 році.

## Водолій Зараз
Давно запланований Водолій Зараз, після пре-публікування в кількох попередніх формах, вийшов у 2005-му. Книга, видана Red Wheel/Weiser, була добре сприйнята, хоча й менш комерційно успішна. Після її видання Фергюсон продовжувала розробляти проекти, ділитися ідеями та консультувати інших авторів. У 2007-му вона переїхала в Беннінг, Каліфорнія, ближче до сина та його родини.

## Смерть і реакція
Фергюсон несподівано померла від раптового серцевого нападу 19 жовтня 2008 року. Її смерть широко висвітлювалась в національних та міжнародних ЗМІ. «Лос-А́нджелес Таймс» характеризувала її як «гальванічний вплив» та цитувала її американського видавця Джеремі Тарчера, що описав своє особисте одкровення, коли вперше зустрівся з Фергюсон та визнав потенціал зібраної нею інформації. Нью-Йорк Таймс назвали Змову Водолія «Біблією New Age», і міркували, що колишні її радикальні ідеї «доброякісної змови» можуть сьогодні здаватися загальним місцем.
Віддаючи шану на вебсайті beliefnet.com (також на вебсайті Хаффінгтон Пост), автор бестселерів лікар-письменник Дипак Чопра описував Фергюсон як «рух одної жінки за надію». Він згадував, як був молодим лікарем, який вивчав медитацію, коли на початку 1980-х наштовхнувся на «Змову Водолія», і зрозумів, що книга вмить уніфікувала рух, який, здавалося було, підходив до краю. Після своєї смерті, писав Чопра, Фергюсон може спочивати, знаючи, що «вододіл пройдений», і що її «революція без лідера» неухильно набирала силу по всьому світу в поколінні від часу написання книги.
Змова Водолія була перевидана у серпні 2009 року, з новим вступом Джеремі Тарчера. У жовтні 2009 р. Фергюсон отримала посмертну нагороду випускників від Державного Коледжу Меси.
Розлучившись у 1978-му, згодом Фергюсон одружилась з Реєм Готлібом (з 1983 по 1991). Вона зберегла прізвище другого чоловіка, з яким мала трьох дітей: Еріка Фергюсона (1964 р.н.), Крістін Фергюсон Сміт (1967 р.н.) та Лінн Фергюсон Льюїс (нар. 1969).